# 张伯端
张伯端（987年—1082年），字平叔，一名用成或用诚（或谓得道后改名用成），号紫阳，因尊为“紫阳真人”。又人称“悟真先生”。北宋台州临海（今属浙江）人，全真派南宗五祖（南五祖）之第一祖。 在修行上，张伯端反对形式上的出家离俗，隐避山林。而主张“大隐隐于市”。他本人就不出家。南宗直至五祖白玉蟾，始开始有云游道士，也组织了南宗自己的教团组织。 一般认为，白玉蟾为南宗实际建立者。

## 簡介
张伯端自幼博览三教经书，涉猎诸种方术。熙宁二年（1069年），称在成都遇到劉海蟾，海蟾“授金丹药物火候之诀。”熙宁八年（1075年）作《悟真篇》，为道教南宗内丹修炼的主要经典之一。又作《玉清金笥青华秘文金宝内炼丹诀》（《青华秘文》）三卷和《金丹四百字》一卷。晚年“自成都归于故山”，返回江南传道。 
据清朝仇兆鳌《悟真篇集注》卷首“陆彦孚记”，张平叔“少业进士，坐累谪岭南兵籍”。治平中，曾随龙图公陆诜“师桂林”，并“引置帐下，典机事”。陆诜“移他镇，皆以自随”，最后陆诜“薨于成都”。平叔“转徙秦陇。”《悟真篇·序》有：“至熙宁己酉岁，因随龙图陆公入成都，以夙志不回，初诚愈恪，遂感真人，授金丹药物火候之诀。”
张伯端曾为府吏数十年，一日忽悟“一家温暖百家怨，半世功名半世愆”，遂看破功名，纵火烧毁案上文书，因之，以“火烧文书”罪发配岭南。
张伯端曾“三传非人”，而“三遭祸患”。熙宁八年（1075年），因“患此道人之不信”，遂著《悟真篇》，叙丹药之本末。书成后，学者云集而来。晚年“自成都归于故山”，返回江南传道。
張曾得罪官吏，一度被流放，在邯鄲受到石泰搭救，於是將道法授予石泰。

## 圖集

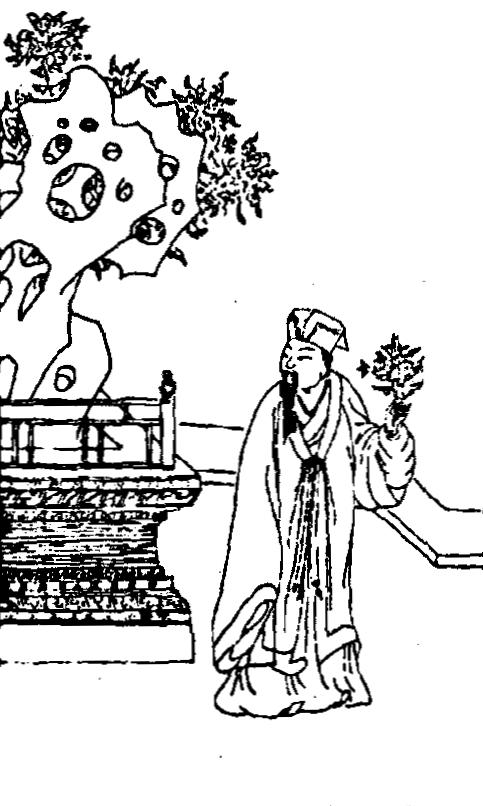
张伯端
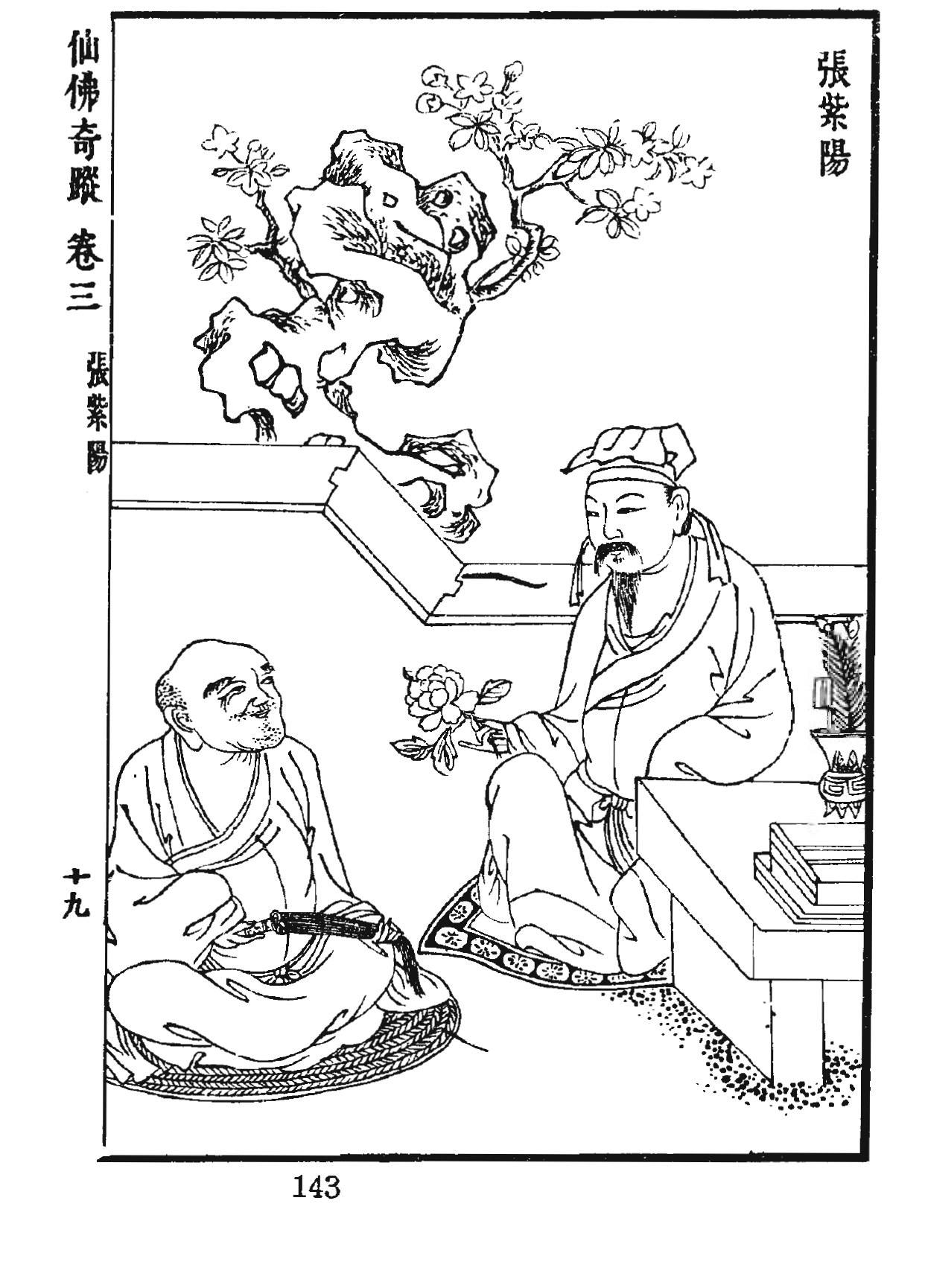
張紫陽

## 外部連結
- 莊宏誼：〈北宋道士張伯端法脈及其金丹思想 （页面存档备份，存于）〉。